# Imballabilissimi - Ballabilissimi
Imballabilissimi - Ballabilissimi è il secondo album in studio del gruppo italiano Extraliscio, pubblicato il 9 giugno 2017 per l'etichetta iCompany.

## Tracce
1. XXS – 0:36
2. Polkazulka – 1:56
3. Rete rossa Extraliscio – 2:20
4. Terremoto – 2:38
5. Atomica 60 – 2:42
6. Gian Piero – 1:40
7. Perpetua – 2:46
8. Cicogna – 0:47
9. Alla fiora – 1:59
10. 1906 Extraliscio – 1:27
11. In bocca al lupo Extraliscio – 3:07
12. XXL – 9:31
13. Alla fiora (Secondo Casadei) – 2:01
14. Dal Rumagna – 1:04
15. Polkazulka – 2:16
16. Rete rossa – 2:50
17. Terremoto – 3:18
18. Atomica 60-Simpatia – 2:38
19. Gian Piero – 2:51
20. Perpetua – 3:10
21. Cicogna-Simpatia – 2:38
22. Alla fiora (Ballabilissima) – 2:49
23. 1906 – 3:17
24. In bocca al lupo – 3:08
25. Tassinella – 2:38
26. La sfida – 4:30